# Карановац (Варварин)
Карановац је насеље у Србији у општини Варварин у Расинском округу. Према попису из 2022. било је 210 становника (према попису из 1991. било је 515 становника).

## Порекло становништва
Према пореклу ондашње становништво Карановца из 1905. године, може се овако распоредити:
- Староседелаца има 2 породице са 44 куће.
- Из околине Сокобање има 2 породице са 16 куће.
- Из околине има 3 породице са 9 куће.
- Из Топлице има 1 породица са 8 куће.
- Из Жупе има 1 породица са 7 куће.
- Из Тимочке-крајине има 1 породица са 6 куће.
- Косовско-метохијских досељеника има 2 породице са 6 куће.
- Из Левче има 2 породице са 5 куће.
- Из Срема 1 породица са 3 куће.
- Из околине Лесковца има 1 кућа. подаци датирају из 1905. године)[1]

## Демографија
У насељу Карановац живи 362 пунолетна становника, а просечна старост становништва износи 50,5 година (49,6 код мушкараца и 51,5 код жена). У насељу има 146 домаћинстава, а просечан број чланова по домаћинству је 2,80.
Ово насеље је готово у потпуности насељено Србима (према попису из 2002. године), а у последња три пописа, примећен је пад у броју становника.
|  |

| Демографија | Демографија | Демографија |
| Година      | Становника  | Становника  |
| ----------- | ----------- | ----------- |
| 1948.       | 919         |             |
| 1953.       | 929         |             |
| 1961.       | 864         |             |
| 1971.       | 758         |             |
| 1981.       | 677         |             |
| 1991.       | 515         | 502         |
| 2002.       | 409         | 447         |

| Етнички састав према попису из 2002.‍ | Етнички састав према попису из 2002.‍ | Етнички састав према попису из 2002.‍ | Етнички састав према попису из 2002.‍ | Етнички састав према попису из 2002.‍ |
| ------------------------------------ | ------------------------------------ | ------------------------------------ | ------------------------------------ | ------------------------------------ |
|                                      |                                      |                                      |                                      |                                      |
| Срби                                 | Срби                                 |                                      | 404                                  | 98,77%                               |
| Немци                                | Немци                                |                                      | 1                                    | 0,24%                                |
| Македонци                            | Македонци                            |                                      | 1                                    | 0,24%                                |
| непознато                            | непознато                            |                                      | 0                                    | 0,0%                                 |

| Година пописа     | 1948. | 1953. | 1961. | 1971. | 1981. | 1991. | 2002. |
| ----------------- | ----- | ----- | ----- | ----- | ----- | ----- | ----- |
| Број домаћинстава | 193   | 190   | 191   | 190   | 184   | 160   | 146   |

| Број чланова      | 1  | 2  | 3  | 4  | 5 | 6 | 7 | 8 | 9 | 10 и више | Просек |
| ----------------- | -- | -- | -- | -- | - | - | - | - | - | --------- | ------ |
| Број домаћинстава | 28 | 61 | 20 | 16 | 4 | 8 | 6 | 2 | 1 | 0         | 2,80   |

| Пол    | Укупно | Неожењен/Неудата | Ожењен/Удата | Удовац/Удовица | Разведен/Разведена | Непознато |
| ------ | ------ | ---------------- | ------------ | -------------- | ------------------ | --------- |
| Мушки  | 186    | 41               | 112          | 25             | 8                  | 0         |
| Женски | 186    | 34               | 113          | 36             | 3                  | 0         |
| УКУПНО | 372    | 75               | 225          | 61             | 11                 | 0         |

| Пол    | Укупно                    | Пољопривреда, лов и шумарство | Рибарство                            | Вађење руде и камена | Прерађивачка индустрија       |
| ------ | ------------------------- | ----------------------------- | ------------------------------------ | -------------------- | ----------------------------- |
| Мушки  | 86                        | 68                            | 0                                    | 0                    | 4                             |
| Женски | 50                        | 39                            | 0                                    | 0                    | 4                             |
| УКУПНО | 136                       | 107                           | 0                                    | 0                    | 8                             |
| Пол    | Производња и снабдевање   | Грађевинарство                | Трговина                             | Хотели и ресторани   | Саобраћај, складиштење и везе |
| Мушки  | 1                         | 0                             | 4                                    | 3                    | 0                             |
| Женски | 0                         | 0                             | 1                                    | 0                    | 1                             |
| УКУПНО | 1                         | 0                             | 5                                    | 3                    | 1                             |
| Пол    | Финансијско посредовање   | Некретнине                    | Државна управа и одбрана             | Образовање           | Здравствени и социјални рад   |
| Мушки  | 0                         | 0                             | 0                                    | 2                    | 1                             |
| Женски | 0                         | 0                             | 0                                    | 5                    | 0                             |
| УКУПНО | 0                         | 0                             | 0                                    | 7                    | 1                             |
| Пол    | Остале услужне активности | Приватна домаћинства          | Екстериторијалне организације и тела | Непознато            | Непознато                     |
| Мушки  | 2                         | 0                             | 0                                    | 1                    | 1                             |
| Женски | 0                         | 0                             | 0                                    | 0                    | 0                             |
| УКУПНО | 2                         | 0                             | 0                                    | 1                    | 1                             |